# Râul Crasna, Teleajen
Râul Crasna este un curs de apă, afluent al râului Teleajen.

## Hărți
- Harta Județului Prahova
- Harta Muntii Grohotiș [nefuncțională]